# Урусвуори
У́русвуори (фин. Urusvuori, швед. Urusberget) — один из районов города Турку, входящий в территориальный округ Маариа-Пааттинен.
В районе расположены в большей части промышленные и транспортные предприятия города.

## Географическое положение
Район расположен в шести километрах к северу от центральной части Турку, гранича с районом Аэропорт.